# Centaurea raphanina
Espèce
Centaurea raphanina est une espèce de plantes à fleurs de la famille des Astéracées originaire du sud de la Grèce.

## Synonymes
- Centaurea carduncella DC.,1838.
- Centaurea pumila d'Urv., 1822.
- Centaurea nana Sieber ex Boiss. 1875.
- Centaurium saxatileK.Koch 1851.
- Centaurea saxatilis K.Koch 1893.
- Phaeopappus saxatilis K.Koch 1875

## Description
- Plante herbacée acaule haute de 5 à 15 cm.
- Fleurs groupées en 2 ou 5 capitules rose-violet de 20 mm de diamètre.

## Répartition et habitat
Cette espèce n'est présente qu'en Crète et dans le sud de la Grèce. Elle pousse dans les rochers jusqu'à une altitude de 2000 m.

## Sous-espèces
- Centaurea raphanina ssp. raphanina est endémique à la Crète et Karpathos[1]
- Centaurea raphanina subsp. mixta, répartie dans le sud de la Grèce centrale, le Péloponnèse et les Cyclades[2].